# Fernando García Macua
Fernando García Macua (ur. 18 lipca 1963) – hiszpański adwokat baskijskiego pochodzenia. 12 lipca 2007 został prezydentem Athletic Club de Bilbao – hiszpańskiego klubu z Kraju Basków. Zastąpił na tym stanowisku Anę Urkijo. Wygrał wybory (wybierają kibice) pokonując rywali – Javier González i Juan Carlos Ercoreca.